# Punjab (Indien)
Punjab (Panjabi ਪੰਜਾਬ Pañjāb [pʌnˈʤɑːb]) ist ein indischer Bundesstaat mit einer Fläche von 50.362 km² und knapp 28 Millionen Einwohnern (Volkszählung 2011) im Nordwesten Indiens.
Der Bundesstaat umfasst den östlichen Teil der zwischen Indien und Pakistan geteilten Großregion Punjab. Die Hauptsprache des Punjab ist Panjabi, die Mehrheit der Bevölkerung gehört der Religionsgemeinschaft der Sikhs an. Die Hauptstadt Chandigarh ist auch gleichzeitig die Hauptstadt des benachbarten Haryana, an dessen Grenze sie liegt, und wird als Unionsterritorium von der Zentralregierung in Neu-Delhi direkt verwaltet.
Mit einem Wert von 0,706 erreicht Punjab 2015 den dritten Platz unter den 29 Bundesstaaten Indiens im Index der menschlichen Entwicklung.

## Name
Der Name Punjab (auch: Panjab, eingedeutscht Pandschab) kommt aus persisch پنجاب, DMG panǧāb, ‚Fünfstromland‘ (zusammengesetzt aus پنج, DMG panǧ, ‚fünf‘ und آب, DMG āb, ‚Wasser‘) und bedeutet wörtlich „fünf Wasser“. Der Name verweist auf die fünf großen Flüsse Beas, Jhelam, Chanab, Ravi und Satluj, welche die Region durchfließen.

## Geographie
Punjab grenzt an das Unionsterritorium Jammu und Kashmir, die Bundesstaaten Himachal Pradesh und Haryana, das Unionsterritorium Chandigarh und den Bundesstaat Rajasthan (im Uhrzeigersinn, beginnend im Norden) sowie an die gleichnamige pakistanische Provinz Punjab.
Der größte Teil Punjabs besteht aus relativ flachem, fruchtbaren Schwemmland (Alluvium). Das Klima ist semiaride und das ganze Land ist von einer Vielzahl von Bewässerungsanlagen und Kanälen durchzogen.
Punjab kann in drei Großregionen untergliedert werden:
- die Region Malwa umfasst den größten Teil Punjabs und Teile von Haryana und wird durch die Flüsse Sutlej und Yamuna begrenzt. Hier liegen die Städte Ludhiana, Patiala, Bhatinda und Mohali.
- die Region Majha liegt zwischen den Flüssen Ravi und Sutlej. Sie umfasst den größten Teil der Distrikte Amritsar, Gurdaspur und Tarn Taran. Die Region gilt als Herzland Punjabs und „Wiege des Sikhismus“.
- die Region Doaba („Land zwischen den zwei Flüssen“; von Panjabi „Do“ – ‚zwei‘, „Ab“ – ‚Fluss‘) zwischen den Flüssen Beas und Sutlej. Hier findet sich äußerst fruchtbares Ackerland und von hier aus nahm Indiens grüne Revolution in den 1960er Jahren ihren Ausgang. Die Region gilt als eine Kornkammer Indiens. Angebaut wird hauptsächlich Weizen.

### Größte Städte

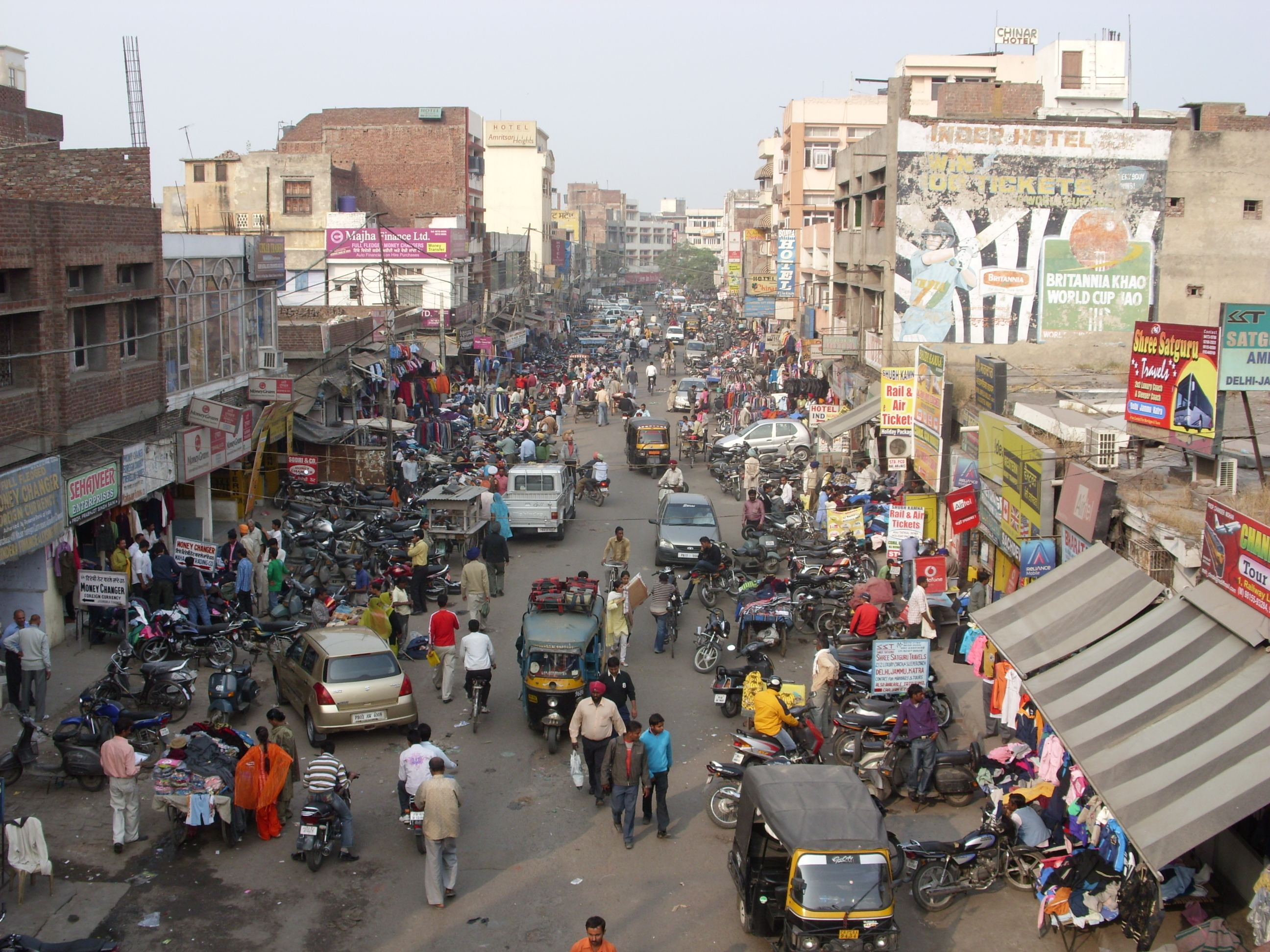
Straßenszene in Amritsar

(Stand: Volkszählung 2011)
|                                             | Stadt      | Einwohner |    | Stadt        | Einwohner |
| ------------------------------------------- | ---------- | --------- | -- | ------------ | --------- |
| 1                                           | Ludhiana   | 1.613.878 | 8  | Moga         | 150.432   |
| 2                                           | Amritsar   | 1.132.761 | 9  | Pathankot    | 148.357   |
| 3                                           | Jalandhar  | 862.196   | 10 | S.A.S. Nagar | 146.104   |
| 4                                           | Patiala    | 405.164   | 11 | Abohar       | 145.238   |
| 5                                           | Bathinda   | 285.813   | 12 | Malerkotla   | 135.330   |
| 6                                           | Hoshiarpur | 168.443   | 13 | Khanna       | 128.130   |
| 7                                           | Batala     | 156.400   | 14 | Muktsar      | 117.085   |
| Quelle: Census of India 2011. (PDF; 154 kB) |            |           |    |              |           |

## Bevölkerung

### Demografie

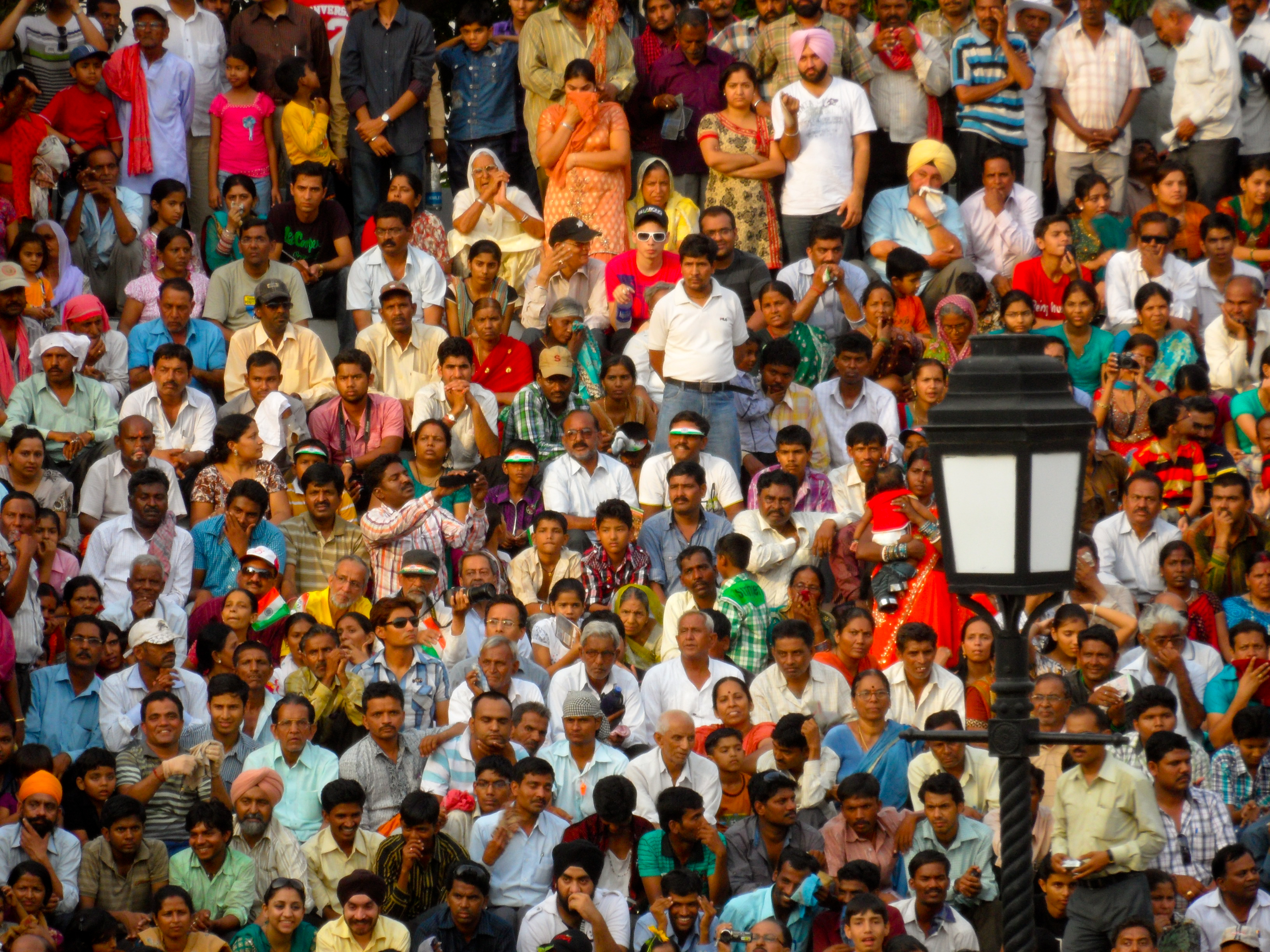
Publikum bei der Flaggeneinholung am Grenzübergang in Wagah

Nach der indischen Volkszählung 2011 hat der Bundesstaat Punjab 27.743.338 Einwohner. Damit gehört Punjab zu den mittelgroßen indischen Bundesstaaten. Gemessen an der Einwohnerzahl steht er an 16. Stelle unter den 29 Bundesstaaten Indiens. Mit 551 Einwohnern pro Quadratkilometer ist Punjab aber dichter besiedelt als der indische Durchschnitt, der bei 382 Einwohnern pro Quadratkilometer liegt. Zwischen 2001 und 2011 wuchs die Einwohnerzahl um 14 Prozent und damit etwas langsamer als im Landesmittel (18 Prozent). 37 Prozent der Einwohner des Bundesstaates leben in Städten. Der Urbanisierungsgrad ist damit etwas höher als der Landesdurchschnitt von 31 Prozent. Das Geschlechterverhältnis ist unausgeglichen: Auf 1000 Männer kommen nur 895 Frauen, während der entsprechende Wert für Gesamtindien 943 beträgt. Unter den 0–6-Jährigen sind es sogar nur 846 (Indien: 919).
Im Zeitraum von 2010 bis 2014 betrug die durchschnittliche Lebenserwartung 71,6 Jahre (der indische Durchschnitt betrug 67,9 Jahre). Die Fertilitätsrate betrug 1,64 Kinder pro Frau (Stand: 2016) während der indische Durchschnitt im selben Jahr bei 2,23 Kinder lag. Der Bundesstaat kombiniert damit eine relativ hohe Lebenserwartung mit einer niedrigen Geburtenrate, was auf ein höheres sozioökonomisches Niveau als in anderen indischen Bundesstaaten hindeutet.
Zensusbevölkerung von Punjab (in den heutigen Grenzen) seit der ersten Volkszählung im Jahr 1951.
| Zensusjahr | Einwohnerzahl |
| ---------- | ------------- |
| 1951       | 9.160.990     |
| 1961       | 11.135.404    |
| 1971       | 13.551.069    |
| 1981       | 16.788.920    |
| 1991       | 20.281.971    |
| 2001       | 24.289.130    |
| 2011       | 27.743.338    |

### Sprachen
Die Hauptsprache und alleinige Amtssprache im Bundesstaat Punjab ist Panjabi, das nach der Volkszählung 2001 von 92 Prozent der Einwohner des Bundesstaats als Muttersprache gesprochen wird. Seine heutigen Grenzen erhielt der Bundesstaat 1966 nach den Sprachgrenzen des Panjabi. Außer im indischen Bundesstaat Punjab wird das Panjabi auch im pakistanischen Teil des Punjab gesprochen. Im Gegensatz zu Pakistan, wo eine Variante des arabischen Alphabets benutzt wird, wird das Panjabi in Indien in einer eigenen Schrift, Gurmukhi, geschrieben.
Die zweitgrößte Sprache im Bundesstaat Punjab ist das Hindi, die größte Sprache Indiens. Es wird von knapp acht Prozent der Bevölkerung als Muttersprache gesprochen und von den meisten Panjabi-Sprechern verstanden.
Englisch ist wie in ganz Indien als Verkehrs- und Bildungssprache verbreitet.

### Religionen

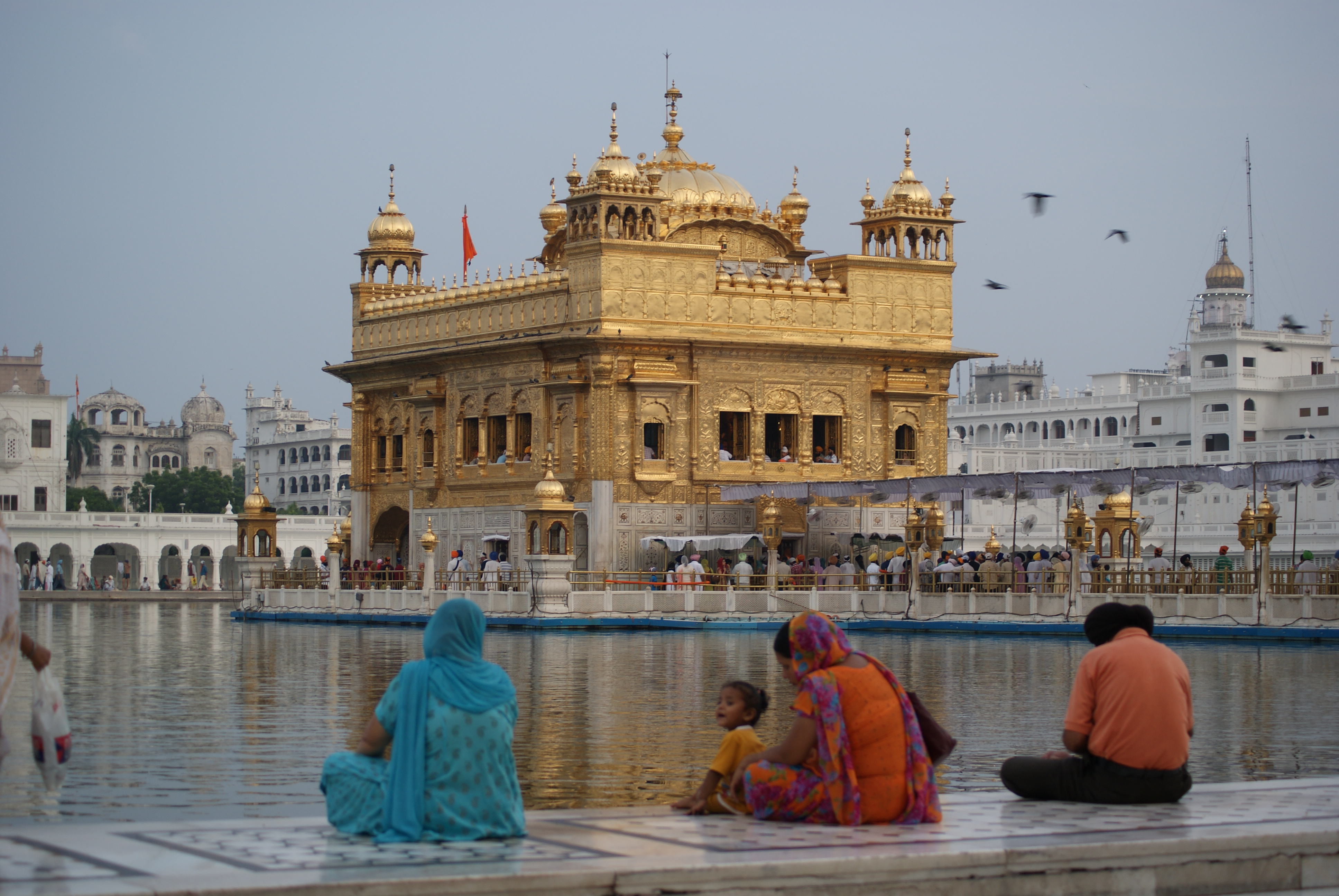
Der Goldene Tempel in Amritsar

Punjab ist das Zentrum des Sikhismus: Die Religion ist in dieser Region entstanden und hat hier mit dem Goldenen Tempel von Amritsar ihr wichtigstes Heiligtum. Nach der Volkszählung 2011 leben drei Viertel aller indischen Sikhs in Punjab. Mit einem Bevölkerungsanteil von 58 Prozent bilden die Sikhs die Mehrheit im Bundesstaat. Die zweitgrößte Religionsgemeinschaft in Punjab sind die Hindus, die 39 Prozent der Bevölkerung ausmachen. Muslime sind mit knapp 2 Prozent dagegen nur eine kleine Minderheit, ebenso wie die Christen mit etwas über 1 Prozent.
Um 1900 hatte der Bevölkerungsanteil der Muslime im Gebiet des heutigen Bundesstaates Punjab noch fast 40 Prozent betragen. Als Ergebnis der Gewalttätigkeiten nach der Teilung Indiens wurde die muslimische Bevölkerung fast vollständig aus dem Ostpunjab vertrieben. Gleichzeitig flohen fast alle Sikhs und Hindus aus dem pakistanischen Westpunjab nach Indien.

## Geschichte

Territoriale Entwicklung des Punjab im unabhängigen Indien (P.E.P.S.U. = Patiala and East Punjab States Union). Seit dem Punjab Reorganisation Act von 1966 sind die Grenzen unverändert.

Für die Vorgeschichte vor 1947 siehe (Artikel: Punjab im Abschnitt „Geschichte“)
Bei der Unabhängigkeit und Teilung Indiens 1947 kam der westliche, überwiegend muslimische Teil der früheren britisch-indischen Provinz Punjab zu Pakistan, der östliche, überwiegend von Sikhs und Hindus besiedelte Teil zu Indien. Während der Zeit Britisch-Indiens hatten sich die Mitglieder der Religionsgemeinschaft der Sikhs in den Konflikten zwischen Hindus und Muslimen immer auf die Seite der Hindus geschlagen, ohne dabei allerdings ihre ausgeprägte Eigen-Identität zu verleugnen. Infolge der Teilung kam es zu massiven gewalttätigen Ausschreitungen. Hunderttausende Sikhs und Hindus flohen aus Pakistan nach Indien bzw. kamen ums Leben. Auf der anderen Seite flohen viele Muslime aus dem östlichen, indischen Teil des Punjab nach Pakistan. Lahore, die alte Hauptstadt, fiel bei der Neugliederung dieses Territoriums an Pakistan, worauf Indien für den Bundesstaat Punjab die Errichtung eines neuen Regierungssitzes beschloss. Als Position wählte man ein Gelände am Fuße des Himalaya unmittelbar anschließend an das Dorf Chandigarh, dessen Namen man auf die neue Hauptstadt übertrug.
Durch die massenhafte Flucht und Vertreibung kam es zu erheblichen demografischen Verschiebungen. Während vor der Teilung die Sikhs bis auf wenige Gebiete nirgendwo in der alten Provinz Punjab eine Mehrheit gebildet hatten, stellten sie nun die deutliche Bevölkerungsmehrheit in einigen westlichen Gebieten des indischen Punjab. Die politischen Vertreter der Sikhs, die sich in der Partei Akali Dal sammelten, forderten die Bildung eines Bundesstaats, in dem die Sikhs die Mehrheit haben sollten und die Anerkennung des Panjabi als offizielle Sprache des Punjab. Als Begründung wurde angeführt, dass die Sikhs nur auf diese Weise ihre eigenständige Kultur gegenüber der großen Hindu-Mehrheit bewahren könnten. Panjabi war in der 1950 in Kraft getretenen indischen Verfassung als eine der damals 14 Hauptsprachen Indiens anerkannt worden. Der neu gebildete Bundesstaat Punjab umfasste jedoch auch eine große Zahl Hindi-Sprecher, die darauf bestanden, dass der Staat zweisprachig sein müsse. Zur Enttäuschung der Sikhs blieben ihre Forderungen nach einem eigenen Bundesstaat beim States Reorganisation Act 1956, der die Grenzen der Bundesstaaten neu zog, unberücksichtigt.
Schließlich kam es unter der Regierung von Premierministerin Indira Gandhi im Punjab Reorganisation Act, der am 18. September 1966 in Kraft trat, zur Abtrennung der nicht Punjabi-sprachigen Gebiete. Ein Teil wurde an das benachbarte Unionsterritorium Himachal Pradesh angegliedert und aus dem Rest entstand der neue Bundesstaat Haryana. Gemeinsame Hauptstadt von Punjab und Haryana wurde und ist bis heute Stadt Chandigarh, die zum Unionsterritorium umgewandelt wurde. In dem neuen verkleinerten Bundesstaat bildeten die Sikhs nun die Mehrheit. Allerdings verblieben weitere Streitfragen. Sikh-Politiker waren mit der neuen Grenzziehung zum Teil nicht zufrieden und beanspruchten beispielsweise Chandigarh ganz für den Punjab.

Todesopfer bei gewalttätigen Auseinandersetzungen im Punjab in den Jahren 1981 bis 2000

In den 1970er und 1980er Jahren gewannen radikale politische Strömungen, die mehr Autonomie für den Punjab forderten, bei den Sikhs an Gewicht. Einige forderten die Errichtung eines eigenen unabhängigen Sikh-Staates „Khalistan“.
1984 ließ die damalige indische Premierministerin Indira Gandhi nach schweren Unruhen zwischen Hindus und fundamentalistischen Sikhs deren höchstes Heiligtum, den Goldenen Tempel von Amritsar, der von bewaffneten Sikh-Extremisten besetzt worden war, stürmen. Die zentrale Figur der fundamentalistischen Sikhs, Jarnail Singh Bhindranwale, wurde dabei getötet. Bei der Stürmung kamen über 250 Zivilisten ums Leben und der Tempel wurde schwer beschädigt. Am 31. Oktober 1984 wurde Indira Gandhi daraufhin von ihrer Sikh-Leibgarde ermordet. Dies führte in der Folge zu pogromartigen Ausschreitungen gegen Sikhs in ganz Indien, denen mehrere Tausend Menschen zum Opfer fielen. Der Bundesstaat Punjab geriet in den folgenden Jahren in einen Ausnahmezustand und musste über viele Jahre direkt von der Zentralregierung verwaltet werden, da die Regionalregierung der Gewalt nicht mehr Herr werden konnte. Beide Konfliktparteien (Sikh-Extremisten und Sicherheitskräfte) nahmen bei den Auseinandersetzungen wenig Rücksicht auf die Zivilbevölkerung, die Hauptleidtragende des Konflikts war. Erst nachdem 1992 unter massiven Sicherheitsvorkehrungen Wahlen im Punjab abgehalten worden waren und erneut eine lokale gewählte Zivilregierung eingesetzt worden war, ebbte die Gewalt ab.

## Politik

### Politisches System

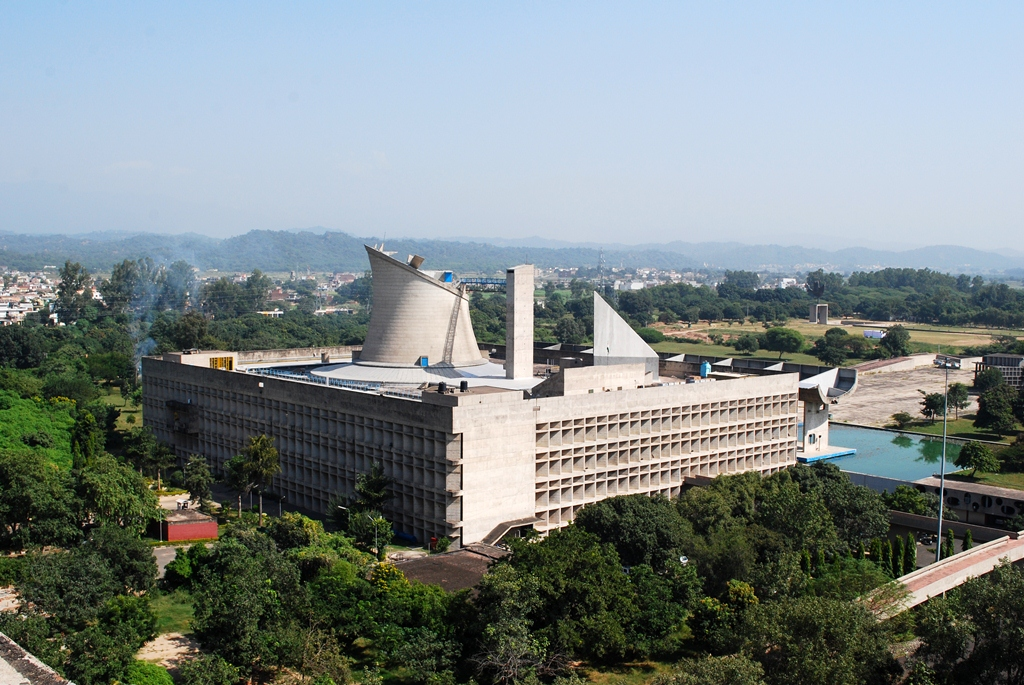
Parlamentsgebäude in Chandigarh, entworfen von Le Corbusier

Die Legislative des Bundesstaates Punjab besteht aus einem Einkammernparlament, der Punjab Legislative Assembly oder Punjab Vidhan Sabha. Die 117 Abgeordneten des Parlaments werden alle fünf Jahre durch Direktwahl bestimmt. Das Parlament hat seinen Sitz in Chandigarh, das den Bundesstaaten Punjab und Haryana als gemeinsame Hauptstadt gilt und selbst als Unionsterritorium direkt von der indischen Zentralregierung verwaltet wird.
Der Chief Minister (Regierungschef) von Punjab, wird vom Parlament gewählt. An der Spitze des Bundesstaats steht jedoch der vom indischen Präsidenten ernannte Gouverneur (Governor). Seine Hauptaufgaben sind die Ernennung des Chief Ministers und dessen Beauftragung mit der Regierungsbildung.
Höchster Gerichtshof in Punjab ist der Punjab and Haryana High Court in Chandigarh, in dessen Zuständigkeitsbereich auch der Nachbarbundesstaat Haryana fällt.
Punjab stellt 13 Abgeordnete in der Lok Sabha, dem Unterhaus des indischen Parlaments, und sieben in der Rajya Sabha, dem indischen Oberhaus.

### Parteien
Die Politik im Punjab wird von der sikhistischen Regionalpartei Shiromani Akali Dal (SAD) und dem Indischen Nationalkongress geprägt. Seit Ende der 1960er Jahre haben sich diese beiden Parteien bei praktisch jeder Wahl an der Regierung abgewechselt. 2012 konnte die SAD erstmals im Bündnis mit ihrem Koalitionspartner, der hindunationalistischen Partei Bharatiya Janata Party (BJP), ihren Wahlerfolg wiederholen. Als Ergebnis der Wahl verfügten Shiromani Akali Dal und BJP über 56 bzw. 12 Parlamentssitze und hatten gemeinsam die Mehrheit im Parlament. Die Kongresspartei war mit 46 Sitzen in der Opposition. Chief Minister blieb danach weiterhin der seit dem 2. Februar 2007 amtierende Parkash Singh Badal von der Shiromani Akali Dal. Die Parlamentswahl am 4. Februar 2017 wurde dagegen von der Kongresspartei gewonnen. Bei dieser Wahl standen sich drei große Gruppierungen gegenüber: die Kongresspartei, die bisherige Regierungskoalition aus BJP und SAD und die „Anti-Korruptionspartei“ Aam Aadmi Party (AAP) im Bündnis mit der kleinen Lok Insaaf Party (LIP). Neuer Chief Minister wurde am 16. März 2017 Amarinder Singh (INC), der bis zum 19. September 2021 amtierte. Sein Nachfolger wurde Charanjit Singh Channi (ebenfalls Kongresspartei).
Die Wahl zum Parlament des Punjab am 20. Februar 2022 brachte eine grundlegende Veränderung der politischen Kräfteverhältnisse mit sich. Zum ersten Mal gelang es der AAP, die bisher in ihrem politischen Aktionsradius weitgehend auf die Hauptstadt Delhi beschränkt war, die Regierungsmehrheit in einem Bundesstaatsparlament zu erringen. Die AAP profitierte dabei von den innerparteilichen Streitigkeiten in der Kongresspartei kurz vor der Wahl und allgemeinen Unzufriedenheiten mit den „etablierten Parteien“ (insbesondere Kongress und SAD) im Punjab. Die AAP gewann mit 42 % der Stimmen 92 der 117 Wahlkreise. Die Kongresspartei erhielt mit 23 % Stimmenanteil 18 Mandate, SAD mit 18,4 % drei Mandate und die BJP mit 6,6 % zwei. Je ein Mandat ging an einen Unabhängigen und einen Kandidaten der Bahujan Samaj Party (BSP). Neuer Chief Minister wurde ab dem 16. März 2022 Bhagwant Mann (AAP).

## Verwaltungsgliederung

### Distrikte

Distrikte des Punjab nach der Neuschaffung der Distrikte Fazilka und Pathankot

Distrikte des Punjab (Anfang 2011)

Der Bundesstaat Punjab ist in 22 Distrikte unterteilt (Daten nach der Volkszählung 2011):
| Nr. | Distrikt                   | Verwaltungssitz         | Fläche (km²) | Einwohner (2011) | Bev.- dichte (Ew./km²) |
| --- | -------------------------- | ----------------------- | ------------ | ---------------- | ---------------------- |
| 1   | Amritsar                   | Amritsar                | 2.683 km²    | 2.490.656        | 928                    |
| 2   | Barnala                    | Barnala                 | 1.482 km²    | 595.527          | 402                    |
| 3   | Bathinda                   | Bathinda                | 3.353 km²    | 1.388.525        | 414                    |
| 4   | Faridkot                   | Faridkot                | 1.458 km²    | 617.508          | 424                    |
| 5   | Fatehgarh Sahib            | Sirhind-Fatehgarh Sahib | 1.180 km²    | 600.163          | 509                    |
| 6   | Fazilka 1                  | Fazilka                 | –            | –                | –                      |
| 7   | Firozpur 2                 | Firozpur                | ( 5.305 km²) | ( 2029074 )      | ( 382 )                |
| 8   | Gurdaspur 2                | Gurdaspur               | ( 3.551 km²) | ( 2298323 )      | ( 647 )                |
| 9   | Hoshiarpur                 | Hoshiarpur              | 3.386 km²    | 1.586.625        | 469                    |
| 10  | Jalandhar                  | Jalandhar               | 2.624 km²    | 2.193.590        | 836                    |
| 11  | Kapurthala                 | Kapurthala              | 1.633 km²    | 815.168          | 499                    |
| 12  | Ludhiana                   | Ludhiana                | 3.578 km²    | 3.498.739        | 978                    |
| 13  | Mansa                      | Mansa                   | 2.198 km²    | 769.751          | 350                    |
| 14  | Moga                       | Moga                    | 2.242 km²    | 995.746          | 444                    |
| 15  | Sri Muktsar Sahib          | Sri Muktsar Sahib       | 2.593 km²    | 901.896          | 348                    |
| 16  | Pathankot 1                | Pathankot               | –            | –                | –                      |
| 17  | Patiala                    | Patiala                 | 3.325 km²    | 1.895.686        | 570                    |
| 18  | Rupnagar                   | Rupnagar                | 1.356 km²    | 684.627          | 505                    |
| 19  | Sahibzada Ajit Singh Nagar | S.A.S. Nagar            | 1.094 km²    | 994.628          | 909                    |
| 20  | Sangrur                    | Sangrur                 | 3.625 km²    | 1.655.169        | 457                    |
| 21  | Shahid Bhagat Singh Nagar  | Nawanshahr              | 1.282 km²    | 612.310          | 478                    |
| 22  | Tarn Taran                 | Tarn Taran Sahib        | 2.414 km²    | 1.119.627        | 464                    |

### Kommunale Selbstverwaltung
Anfang 2016 gab es in Punjab 10 Municipal Corporations.
Municipal Corporations:
- Amritsar
- Bathinda
- Hoshiarpur
- Jalandhar
- Ludhiana
- Moga
- Mohali (S.A.S. Nagar)
- Pathankot
- Patiala
- Phagwara

## Wirtschaft

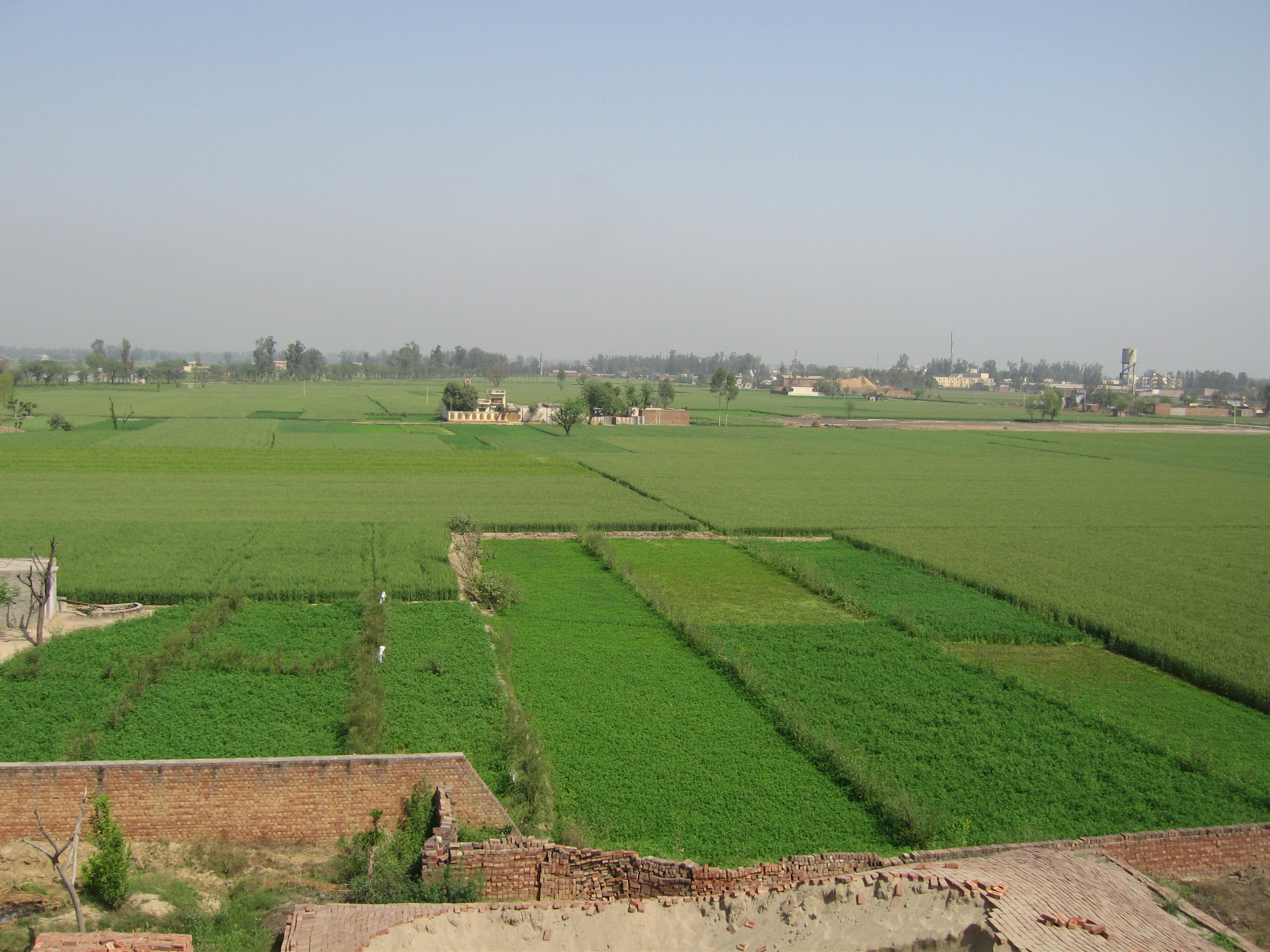
Landwirtschaft im Punjab

Die Wirtschaft des Bundesstaats Punjab ist klassischerweise geprägt von der Landwirtschaft und der mittelständischen Werkzeugindustrie. Gerade um die Hauptstadt Chandigarh hat sich ein Speckgürtel von z. B. Fahrradherstellern, Webmaschinenherstellern, Autozulieferern, lebensmittelverarbeitender Industrie etc. angesiedelt.
Aber auch die Büro- und Computerindustrie siedelte sich in Punjab an, so z. B. Dell, Hitachi, Fujitsu, Kenwood, Motorola, Olivetti und Quark Inc.
Mit einem Pro-Kopf Bruttoinlandsprodukt von 92.350 Rupien (2.026 US-Dollar) im Jahre 2015 lag Punjab auf Platz 10 von 29 indischen Bundesstaaten. Die Entwicklungsindikatoren des Staates liegen generell über dem indischen Durchschnitt, so ist die Rate der Unterernährung mit 2,2 % der Bevölkerung, die niedrigste in ganz Indien.
Die traditionelle Messing- und Kupferfertigung von Gebrauchsgegenständen durch die Thathera-Gemeinschaft in Jandiala Guru (Distrikt Amritsar) wurde 2014 in die UNESCO-Liste des immateriellen Kulturerbes der Menschheit aufgenommen.

## Soziales und Bildung
76 Prozent der Einwohner des Bundesstaats Punjab können lesen und schreiben (Männer: 80 Prozent, Frauen: 71 Prozent). Die Alphabetisierungsrate liegt damit nur wenig über dem indischen Durchschnitt von 73 Prozent.
Es gibt mehr als dreißig private und staatliche Universitäten im Punjab. Sechs dieser Universitäten zählen zu den Top 100 Universitäten in Indien, darunter die Central University of Punjab, die Chandigarh University und die Punjab Agricultural University.

### Drogenproblematik
Zu einem erheblichen gesellschaftlichen Problem ist seit etlichen Jahren der Drogenkonsum unter Jugendlichen und jungen Erwachsenen geworden. Nach einer umfassenden regierungsoffiziellen Studie aus dem Jahr 2015 konsumierten etwa 860.000 Personen im Punjab zumindest zeitweise Opiate zum Zweck der Berauschung. Von diesen waren geschätzt etwa 230.000 opiatabhängig (etwa 1,2 % der Bevölkerung; indischer Durchschnitt etwa 0,7 %). Ungefähr die Hälfte dieser Personen konsumierte Heroin, ein Drittel Opium und der Rest verschiedene Medikamente. Ein Drittel der Abhängigen betrieb einen intravenösen Drogenkonsum. Der typische Drogenabhängige wurde als „jung, männlich (über 99 %), Panjabi-sprechend, und aus der unteren Mittelklasse stammend“ charakterisiert. Die zitierte Studie stellte fest, dass es im Punjab kaum Einrichtungen zur Behandlung von Drogenabhängigen gibt. Die Quelle für das Opium und die davon abgeleiteten Drogen ist Afghanistan. Ausgeklügelte Schmugglernetzwerke schleusen die Drogen über die indisch-pakistanische Grenze – z. B. in Form von drogenbeladenen, schwimmenden Autoreifen auf den Flüssen.